# Infinity Ward
A Infinity Ward é uma empresa de desenvolvimento de jogos eletrônico. Fundada em 2002 por 22 membros da 2015 Inc. A empresa foi adquirida pela Activision em Outubro de 2003. O primeiro titulo da empresa foi a estreia de uma das franquias mais bem sucedidas da história dos videogames, Call of Duty. 
Um dos jogos de maior sucesso da Infinity Ward é Call of Duty: Modern Warfare 3 que superou US$ 1 mil milhões (português europeu) ou 1 bilhão (português brasileiro) em vendas em 16 dias.
A empresa desenvolveu Call of Duty: Modern Warfare que é o decimo sexto jogo da serie Call of Duty e atua como um "reboot" da sub-serie Modern Warfare. Os eventos do jogo ocorrem num cenário realista e moderno. Pela primeira vez na história da série, Call of Duty: Modern Warfare suporta multijogador em cross-plataforma. Activision também confirmou que o jogo não tem Passes de Temporada, permitindo assim lançar conteúdo gratuito pós-lançamento. Também será o primeiro jogo desde Call of Duty: Ghosts (2013) sem o modo Zombies

## Sucesso
Seu primeiro título foi Call of Duty, que ganhou mais de 80 prémios nas categorias Jogo do Ano. A seqüencia Call of Duty 2 foi lançado para PC e Xbox 360, que vendeu mais de 1 milhão de cópias nos Estados Unidos. Consequentemente, Call of Duty 2 foi o primeiro título para o Xbox 360 a vender mais de 1 milhão cópias nos Estados Unidos.

## Jogos desenvolvidos
- Call of Duty, lançado em outubro de 2003 exclusivamente para PC. Em 2009 foi portado sob o nome Call of Duty: Classic para os consoles PlayStation 3 (através da PlayStation Network) e Xbox 360 (através da Xbox Live Arcade)
- Call of Duty 2 (PC, Outubro de 2005, Xbox 360, Novembro de 2005)
- Call of Duty 4: Modern Warfare, 2007, (PC, PlayStation 3, Xbox 360)
- Call of Duty: Modern Warfare 2, 2009, (PC, PlayStation 3, Xbox 360)
- Call of Duty: Modern Warfare 3, 2011, (PC, PlayStation 3, Xbox 360)
- Call of Duty: Ghosts, 2013, (PC, PlayStation 3, PlayStation 4, Xbox 360, Xbox One)
- Call of Duty: Infinite Warfare, 2016, (PC, Xbox One, PlayStation 4)
- Call of Duty: Modern Warfare, 2019, (PC, Xbox One, PlayStation 4)
- Call of Duty: Modern Warfare ||, 2022, (Windows, Xbox One, Xbox Series X/S, Playstation 5, Playstation 4)